# 佐貫石仏
佐貫石仏（さぬきせきぶつ）は、栃木県塩谷郡塩谷町佐貫にある大日如来の磨崖仏。「観音岩」と呼ばれる岩塊に線彫され、1926年（大正15年）2月24日に指定を受けた国指定史跡である。
観音岩の中腹、佐貫石仏の右肩の上部には「奥の院」または「大悲窟」と呼ぼれる小洞窟があり、仏像などが安置されている。その観音菩薩像と合わせて、一般的に佐貫観音と呼ばれることがあるが、本磨崖仏は大日如来坐像であり史跡名も佐貫石仏とされている。観音菩薩像については佐貫観音院の項を参照のこと。

## 概要
佐貫石仏の造像年代は平安時代の末期から鎌倉時代の初期とみられているが、覆屋はなく、長年の風雨にさらされて崖面の風化や剥落も指摘されており、劣化が懸念されている。
当地区の旧家が蔵する古文書によると、唐から帰国した弘法大師（空海）が807年（大同2年）にこの地を訪れ、自らの念持仏をこの大岩に奉安し、讃岐国多度郡の領主であった藤原富正の子富治の願いにより一夜にして壁面に大日如来の坐像を刻んだものとされる。
石仏は像高が18.2メートル、顔の長さが3メートル、顔の幅が1.64メートルと云われ、また宝冠を戴き智挙印を結び八枚の蓮華台に座すると言われる。
現在、佐貫観音院は東海寺の別院となっており、本石仏も同様に東海寺の管理下にあるが、江戸時代まではこの寺域は慈眼寺が別当寺であり、慈眼寺の管理の元で繁栄してきたが、明治時代の廃仏毀釈で慈眼寺が廃寺となると、本石仏も衰微した。
2015年3月15日に奥の院が136年ぶりに開帳された。2016年に開山者である藤原富正の墓が建てられた。墓石は庵治石。

## 文化財指定
佐貫石仏は1926年（大正15年）2月24日に国の史跡に指定されている。

## 景観と環境
佐貫石仏は鬼怒川に架かる船生街道の観音橋の北西に位置する。
石仏を含む一帯は史跡として指定され、その面積は1万平方メートルを超えるが、そのほとんどが民有地である。それでも良好な景観が維持されてきた背景には、当初から広域の史跡指定が行われたことと、史跡を含む一帯が栃木県の自然保護区域とされていることが大きい。さらに周辺は土砂災害特別警戒区域及び警戒区域に指定されているため、工作物の造成、開墾等も規制されている。ハヤブサ科のチョウゲンボウなどの生息地となっており「佐貫観音」の名称で自然環境保全地域に指定されている。
春の桜のシーズンには寺域付近の桜見物の行楽客で賑わう。

## アクセス
バス
- JR宇都宮駅西口・東武駅前バス停から
  - 関東バス　塩野室船生線に乗車約1時間「佐貫観音前」下車、徒歩5分。

車
- 東北自動車道宇都宮インターチェンジから
  - 国道119号、栃木県道77号宇都宮船生高徳線にて約30分。